# Claude Charles
Pour les articles homonymes, voir Charles.
Claude Charles, né en 1661 à Nancy, où il est mort en 1747, est un peintre et héraut d'armes lorrain. On le rattache à l'école française du XVIIIe siècle.

## Biographie
Claude Charles est né le 6 janvier 1661 à Nancy, fils de Jean Charles procureur au bailliage et tabellion à Nancy. Il est d'abord élève, à Épinal, de Jean-George Gérard (1642-1690), peintre lorrain qui excelle à peindre des Vierges d'après Dom Calmet. Tout juste âgé de 16 ans, il part à Rome où il fréquente pendant neuf années Giovanni Morandi et Carlo Maratta puis d'autres artistes pendant un court séjour à Paris où il copie Poussin dans la galerie de Fréart Chantelou. Il revient à Nancy, vers 1688, pour y épouser le 10 septembre 1690 Anne Racle, fille d'une famille d'orfèvres et de graveurs.
Il devient peintre ordinaire du duc Léopold de Lorraine et son héraut d'armes en 1703. Dès 1702, il est le premier directeur de l'Académie Royale de peinture et de sculpture de Nancy.
Il meurt à Nancy le 4 juin 1747, est inhumé au cimetière saint-Roch et ses cendres sont portées dans la basilique de Saint-Nicolas-de-Port.

## Élèves
D'après Dom Calmet, il a parmi ses nombreux élèves : 
- Jean Joseph Chamant,
- Durand,
- Jean-Charles François devenu graveur,
- Jean Girardet (1709-1778),
- Claude Jacquart (1686-1736),
- Joseph Gilles dit Provençal (1679-1749).

## Œuvres
Le luminisme adouci, son coloris frais, la facilité dans la composition et dans sa manière de dessiner caractérisent son œuvre qui participe au prestige de la Cour lorraine où existe un mélange d'art baroque et d'art classique. Il travaille en collaboration avec Giacomo Barilli et Francesco Galli Bibiena pour réaliser les décors, particulièrement des plafonds allégoriques, des palais de Léopold, de l'opéra, des hôtels particuliers et des églises à Nancy ou à Lunéville.
Vingt-sept de ses œuvres sont actuellement classée monument historique au titre d'objets et sont localisées à plusieurs endroits.
Cathédrale de Nancy :
- Les Pauvres servis par saint Sigisbert
- Le Couronnement de saint Sigisbert
- le Christ chez Marthe et Marie
- la Flagellation (tableau 225 x 175)

Église de l'abbaye de Hauvillers :

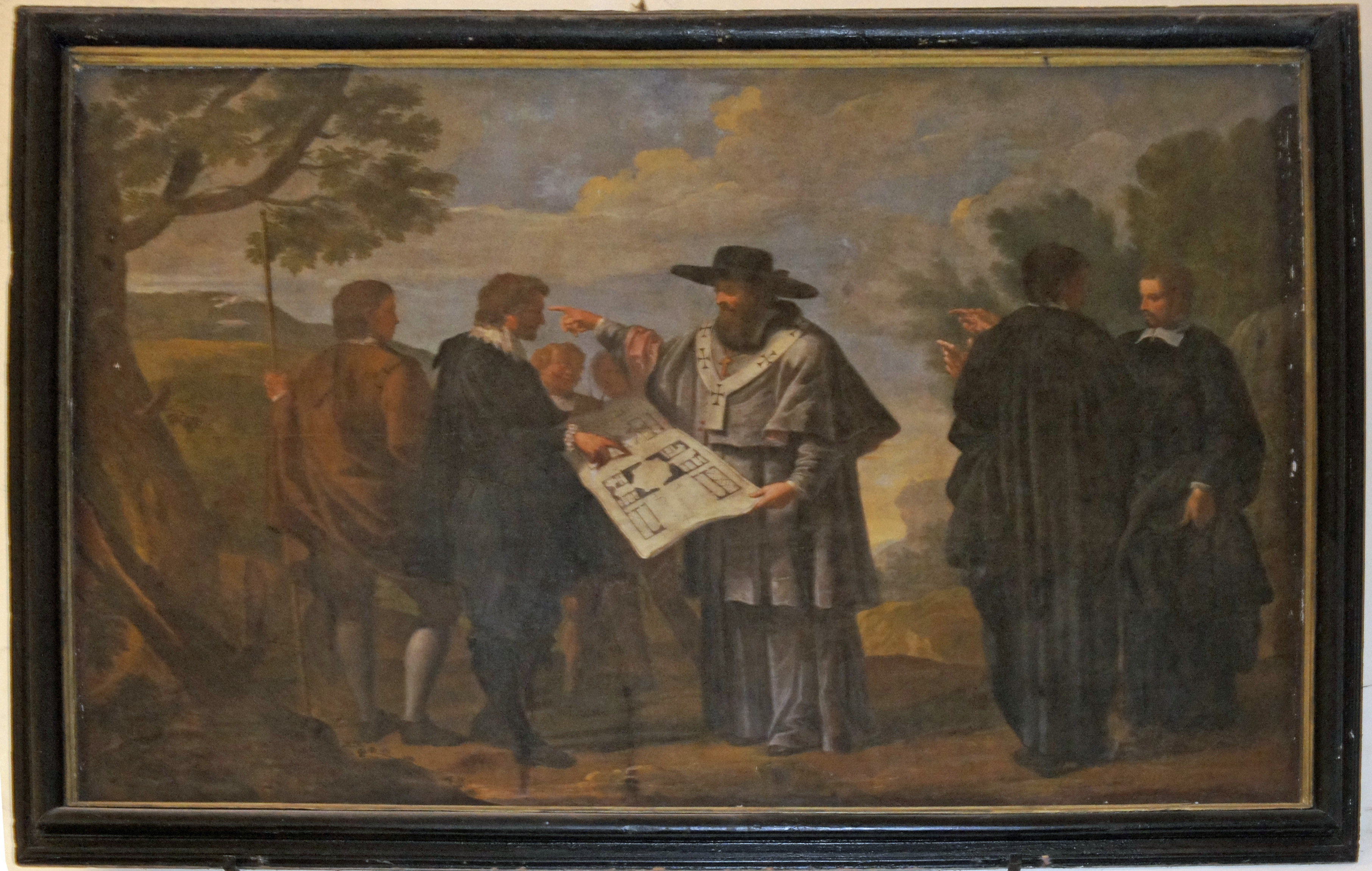
Nivard de Reims.
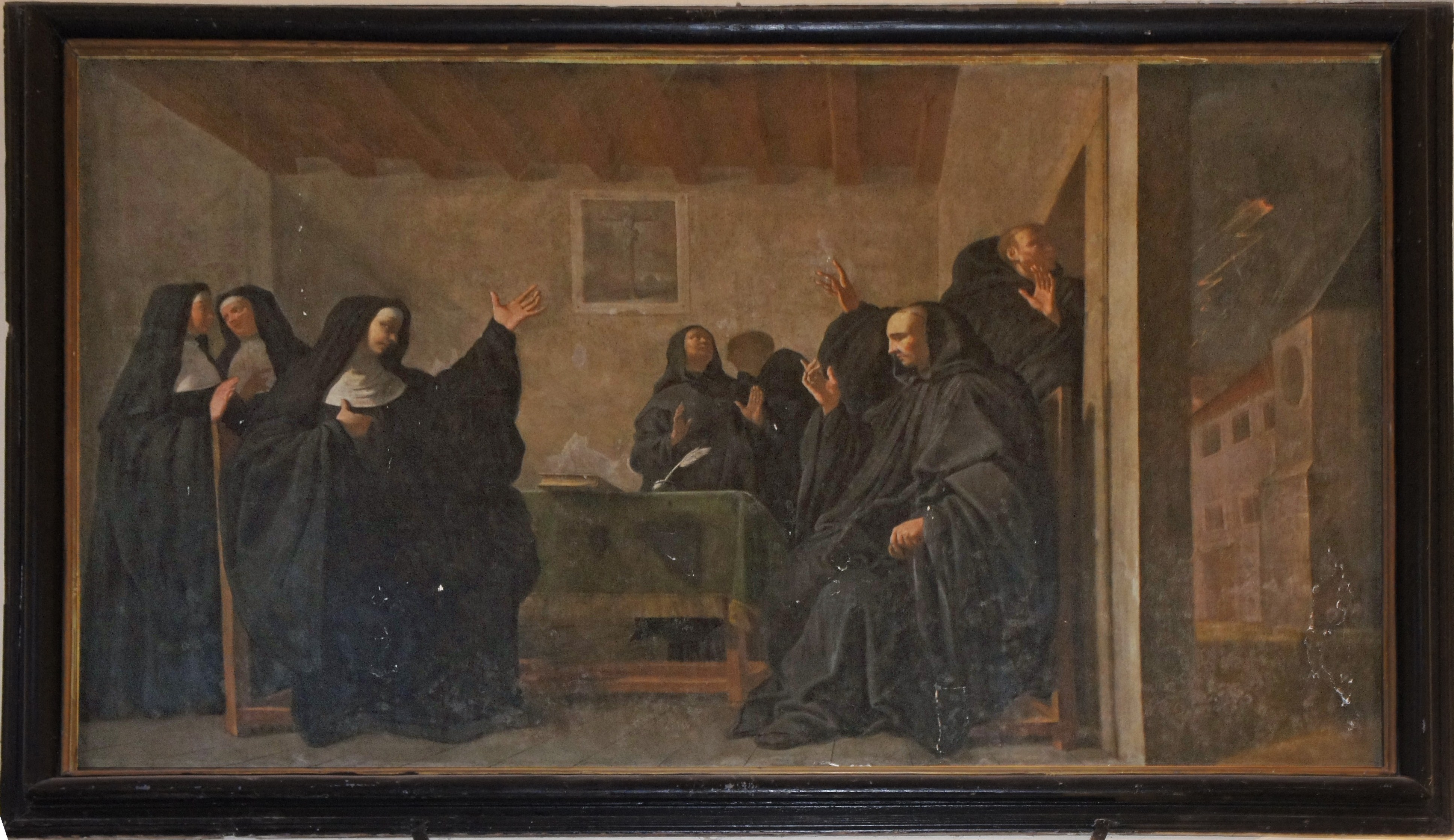
Benoit conversant avec sa sœur Scholastique de Nursie.
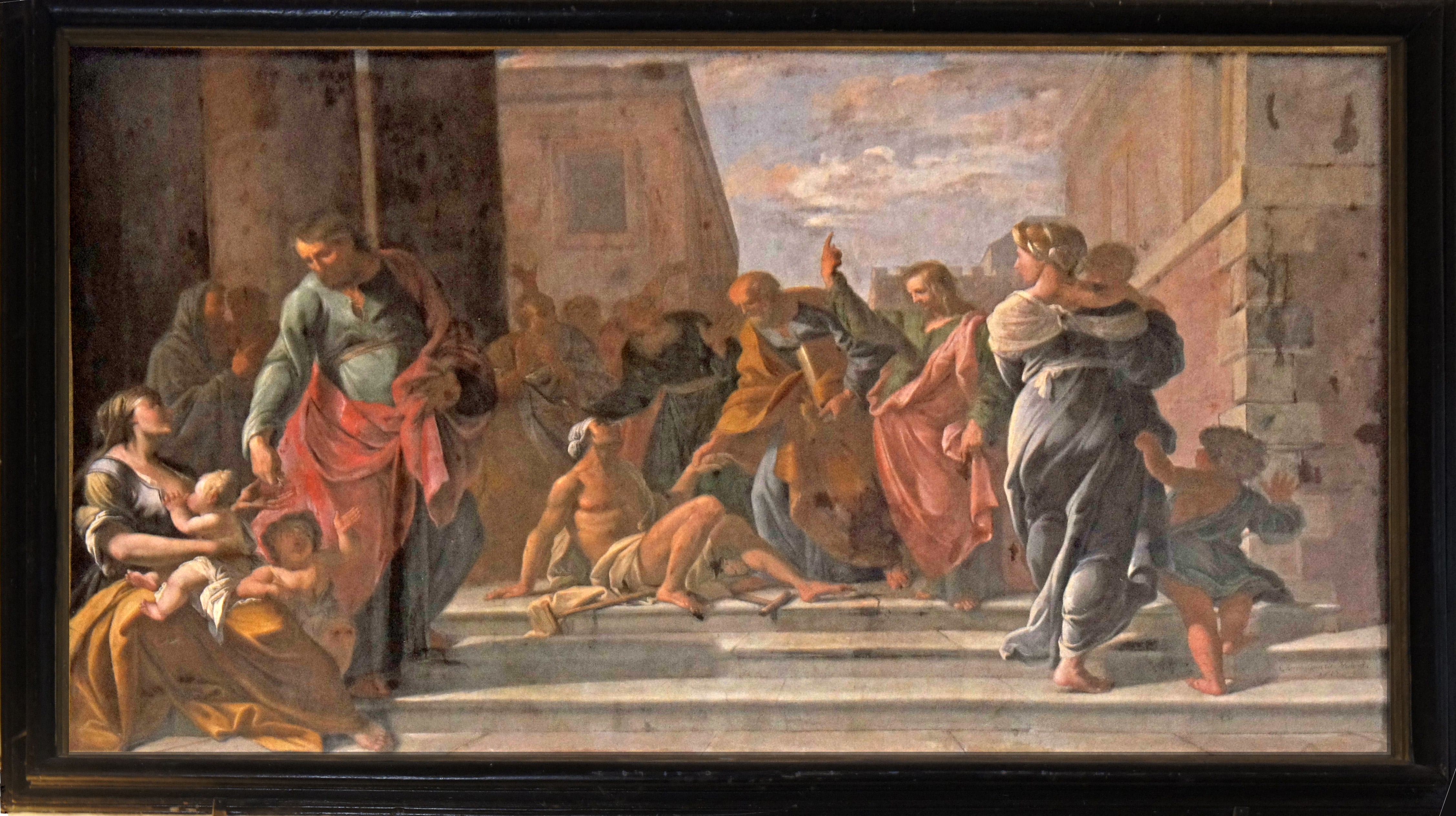
Pierre guérissant un paralytique.

- Saint Nivard donnant les plans du monastère d'Hautvillers (tableau 315 x 425) de 1715
- Saint Benoit conversant avec sa sœur sainte Scholastique (tableau 315 x 425) de 1715
- Saint Pierre guérissant un paralytique (tableau 315 x 425) de 1715

Chapelle des Cordeliers à Nancy :
- Saint Charles Borromée (tableau, cadre 400 x 255)
- La Rencontre d'Eliézer, Le Mariage d'Isaac (2 tableaux)

Église Saint-Nicolas de Nancy :
- Le Christ et saint Pierre (toile 400 x 255 restaurée)
- Prédication de saint François-Xavier (toile 2600 x 160)
- Les Pèlerins d'Emmaüs (toile 230 x 120)
- Le Repas chez Simon le Pharisien (toile 230 x 120)
- Le Sacrement de l'Ordre (toile 230 x 120) vers 1700

Cathédrale Saint-Étienne de Toul :
- 7 tableaux décorant le choeur lui sont attribués, Saint Paul, Saint Léon IX évêque de Toul en pape assis, Saint Jérôme, Saint Grégoire, Saint Augustin, Saint Joseph et Saint Pierre porte les clefs.

Église Saint-Barthélémy de Vauhallan :
- 3 tableaux de 80 x 110 lui sont attribués, Annonciation, Visitation, Adoration des bergers.

Œuvres de Claude Charles
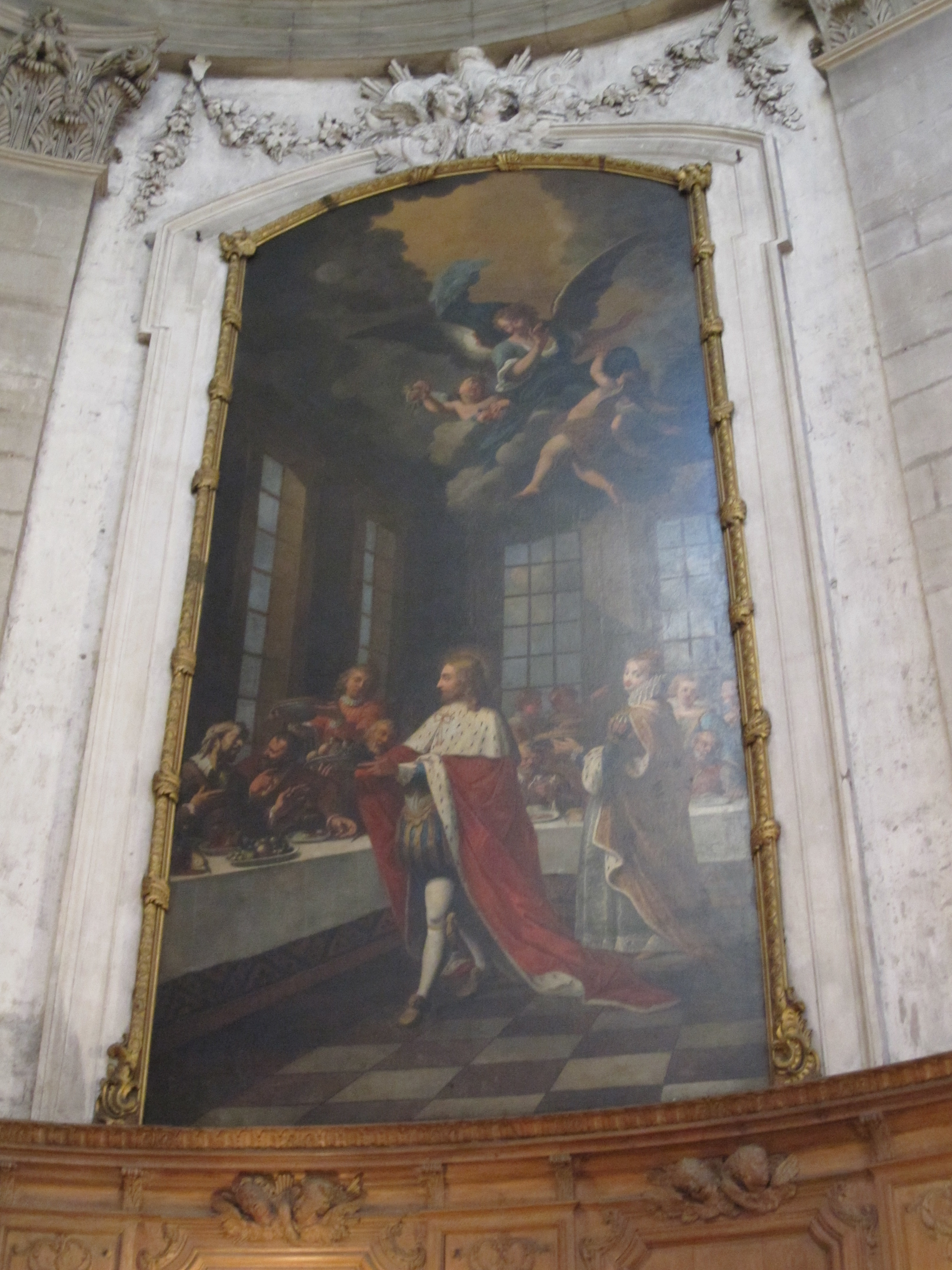
Sigebert III servant les pauvres, cathédrale de Nancy,
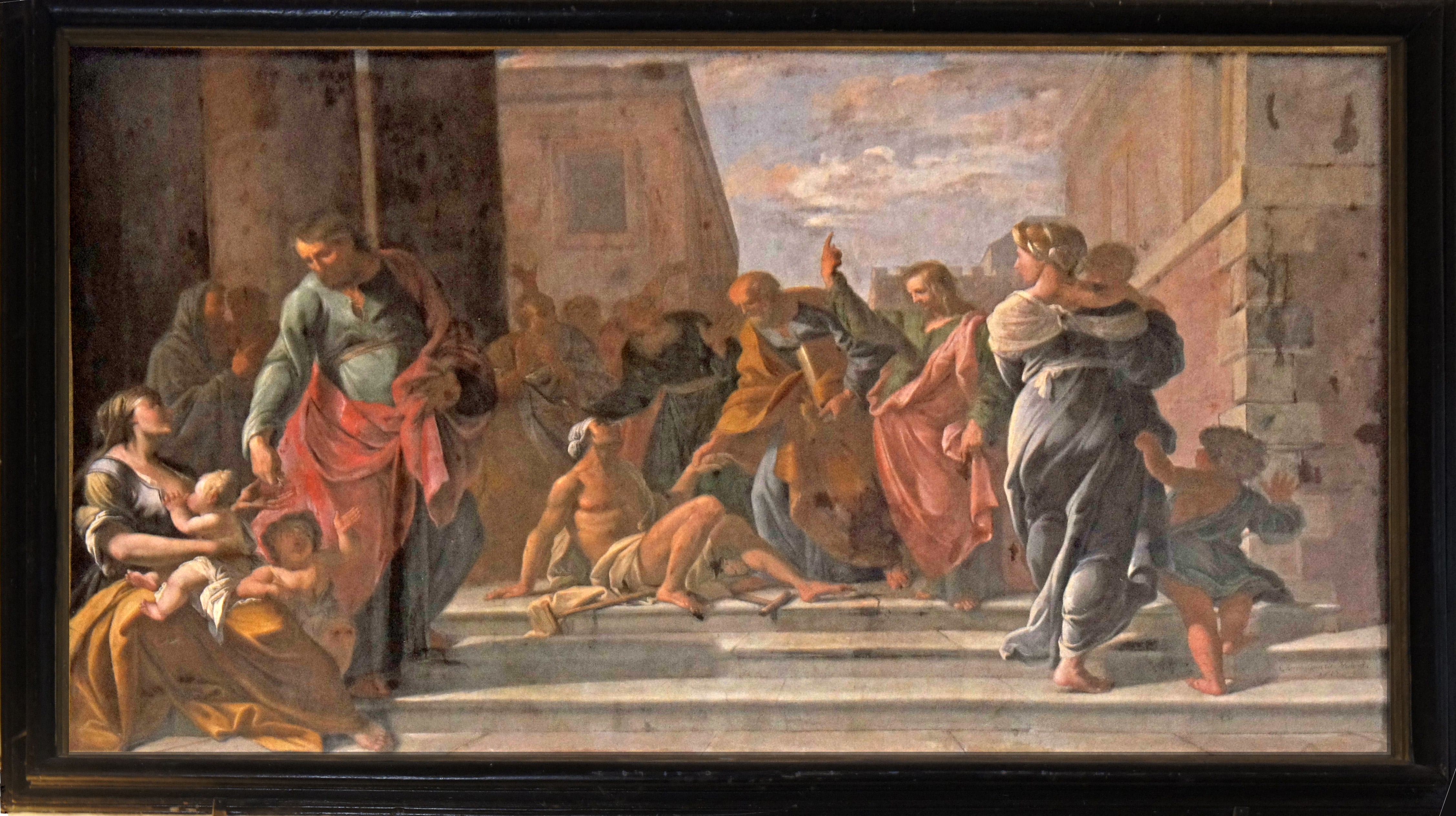
Saint Pierre guérissant le paralytique, abbaye Saint-Pierre d'Hautvillers,
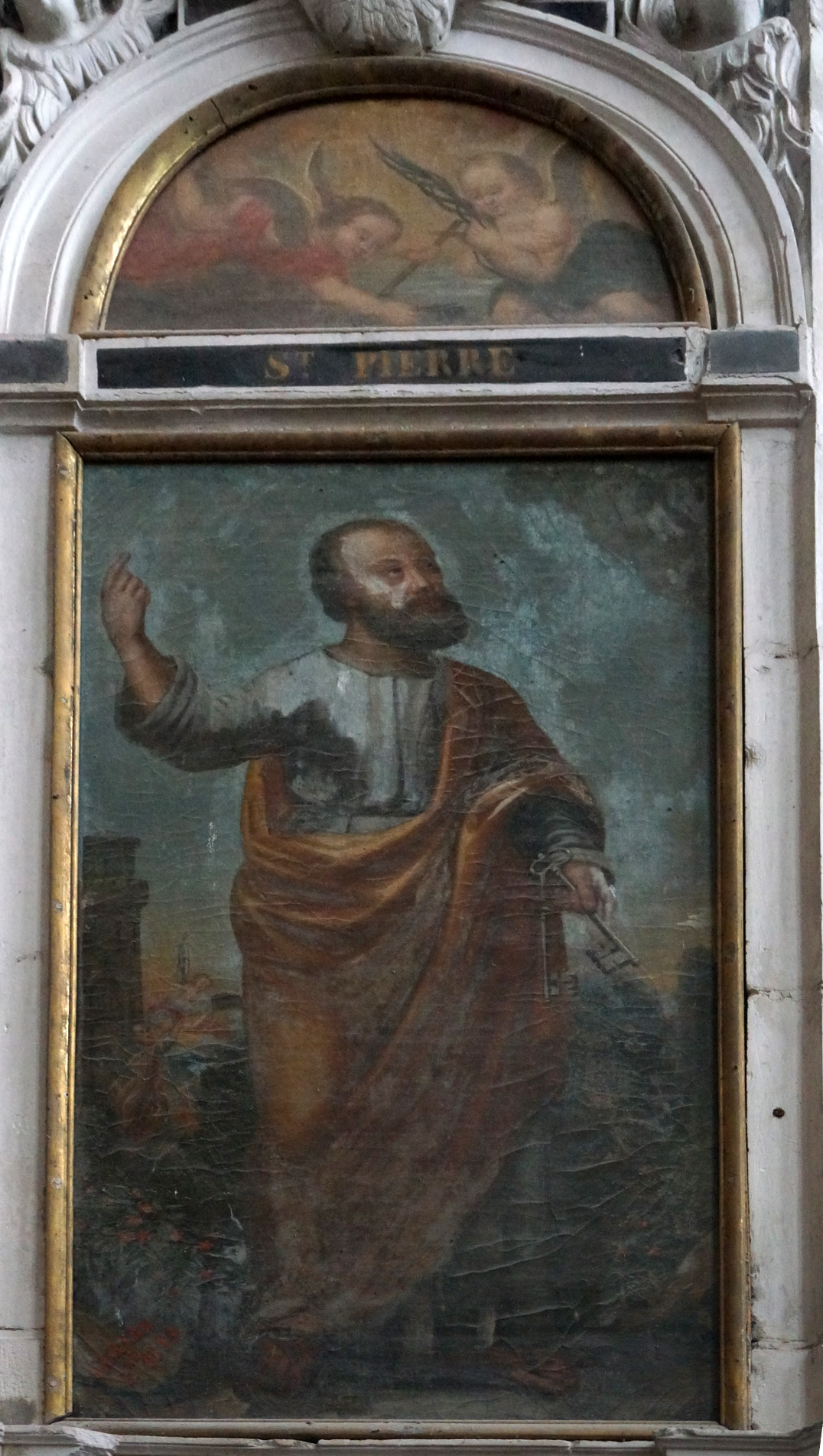
Saint Pierre, chœur de la cathédrale Saint-Étienne de Toul.